# Бонвал (Горња Лоара)
Бонвал (фр. Bonneval) насеље је и општина у централној Француској у региону Оверња, у департману Горња Лоара која припада префектури Бријуд.
По подацима из 2011. године у општини је живело 81 становника, а густина насељености је износила 5,53 становника/km². Општина се простире на површини од 14,66 km². Налази се на средњој надморској висини од 950 метара (максималној 1.126 m, а минималној 740 m).

## Демографија
| 1962. | 1968. | 1975. | 1982. | 1990. | 1999. | 2011. |
| ----- | ----- | ----- | ----- | ----- | ----- | ----- |
| 118   | 123   | 124   | 122   | 109   | 105   | 81    |

График промене броја становника у току последњих година